# Dennis Johnson

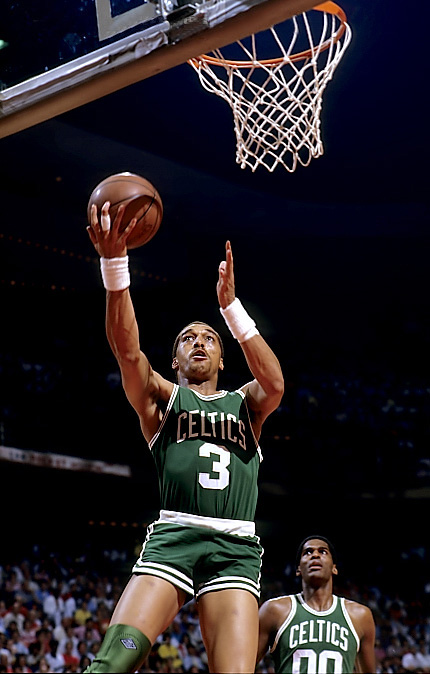
Dennis Johnson med Boston Celtics, 1980-talet.

Dennis Wayne Johnson, född 18 september 1954 i Compton i Kalifornien, död 22 februari 2007 i Austin i Texas, ofta kallad "DJ", var en amerikansk basketspelare och baskettränare.

## Biografi
Dennis Johnson föddes i Compton i Kalifornien, som åttonde barnet av totalt 16 i barnaskaran. Hans föräldrar arbetade som socialarbetare och stenläggare.
Vid 1976 års NBA-draft valdes Johnson i andra omgången av Seattle SuperSonics. Han etablerade sig snabbt som en av NBA:s mest mångsidiga guards och var sedd som en av de bästa defensiva spelarna någonsin. Han spelade väldigt smart när han hade bollen i sina händer och var en bra poängplockare trots ett opålitligt hoppskott. Att Johnson skulle lyckas i NBA var inte säkert eftersom han inte varit speciellt framgångsrik spelare i high school.
Johnson blev NBA-mästare för första gången med SuperSonics år 1979 då de slog Washington Bullets i finalen. Han blev utnämnd till Finals MVP efter att han snittat 22,6 poäng, 6 returer och 6 assists per match.
Efter att ha tillbringat tre säonger i Phoenix Suns kom han 1983 till Boston Celtics, som behövde en point guard kapabel att försvara mot Earvin "Magic" Johnson. Tillsammans med Larry Bird, Danny Ainge, Kevin McHale och Robert Parish i Boston Celtics vann han två mästerskap under 1980-talet (1984 och 1986). Han kom med i All-Defensive First Team sex gånger och All-Defensive Second Team tre gånger. 1990 avslutade han spelarkarriären.

### Död
Den 22 februari 2007 fick Johnson en hjärtattack och kollapsade under en basketträning i Austin Convention Center. Han fördes snabbt till ett sjukhus i närheten men kunde inte räddas. Johnson hade lagt på sig väldigt mycket vikt och enligt kollegor och lagkamrater var det möjligen anledningen till hans död.